# Księżniczka w oślej skórze (film 1970)
Księżniczka w oślej skórze (fr. Peau d’Âne) – francuska baśń filmowa z 1970 roku, zrealizowana w formie musicalu. Film jest adaptacją baśni Charles’a Perraulta pt. Ośla skórka.
Zdjęcia kręcono na terenie kilku zamków nad Loarą: Chambord (departament Loir-et-Cher), Plessis-Bourré (Maine i Loara), Neuville w Gambais (Yvelines) oraz Pierrefonds (Oise).

## Fabuła
Pewien król ma żonę, którą, bardzo kocha. Kiedy królowa umiera, na łożu śmierci wymusza na królu obietnicę, że ten ożeni się ponownie tylko wtedy, jeśli znajdzie kandydatkę na żonę piękniejszą, niż ona. Król dochodzi do wniosku, ze jedyną kobietą piękniejszą niż zmarła królowa jest ich córka. Postanawia właśnie ją poślubić. Przerażona księżniczka ucieka z zamku i królestwa. W ucieczce pomaga jej matka chrzestna – Liliowa Wróżka.

## Obsada
- Catherine Deneuve: księżniczka/Ośla Skórka
- Jean Marais: król
- Jacques Perrin: książę
- Micheline Presle: królowe Kier
- Delphine Seyrig: Liliowa Wróżka
- Fernand Ledoux: król Kier
- Henri Crémieux: lekarz
- Sacha Pitoëff: minister
- Pierre Repp: Thibaud
- Jean Servais: narrator (głos)
- Georges Adet: Gelehrter
- Annick Berger: Nicolette
- Romain Bouteille: szarlatan
- Louise Chevalier: gospodyni wiejska
- Sylvain Corthay: Godefroy
- Simone Guisin: księżna Antoinette
- Patrick Préjean: Allard